# 乌韦·拜尔
乌韦·拜尔（德語：Uwe Beyer，1945年4月14日—1993年4月15日），德国男子田径运动员。他曾代表德国联队、西德参加1964年、1968年和1972年夏季奥林匹克运动会田径比赛，其中1964年奥运会获得一枚铜牌。